# Affaire des noix d'apéritif
L'affaire des noix d'apéritif est un scandale touchant la compagnie aérienne Korean Air et plus particulièrement son ancienne vice-présidente Heather Cho. L'affaire remonte au 5 décembre 2014 sur un vol de la Korean Air en partance pour la Corée du Sud, avant son départ depuis l'aéroport international John F. Kennedy. Heather Cho, mécontente d'avoir reçu des noix de macadamia dans leur sachet, et non dans un bol, a ordonné que le chef de cabine de l'avion sorte de l'avion, ce qui a provoqué un retard de vingt minutes au décollage. Lorsque l'affaire a été médiatisée, l'opinion publique coréenne a réagi très vivement à l'encontre de cette compagnie aérienne et de Heather Cho, ce qui a forcé cette dernière à démissionner de ses fonctions. L'une des raisons expliquant l'importance de la couverture médiatique de cet incident en Corée du Sud est qu'il illustre l'omnipotence des chaebols, terme désignant les magnats coréens et leurs familles,,. Conséquence du scandale, le taux de fréquentation des vols intérieurs de la Korean Air a diminué de 6,6 % en décembre 2014 en comparaison avec les statistiques de décembre 2013.

## Incident à bord de l'avion et premières réactions

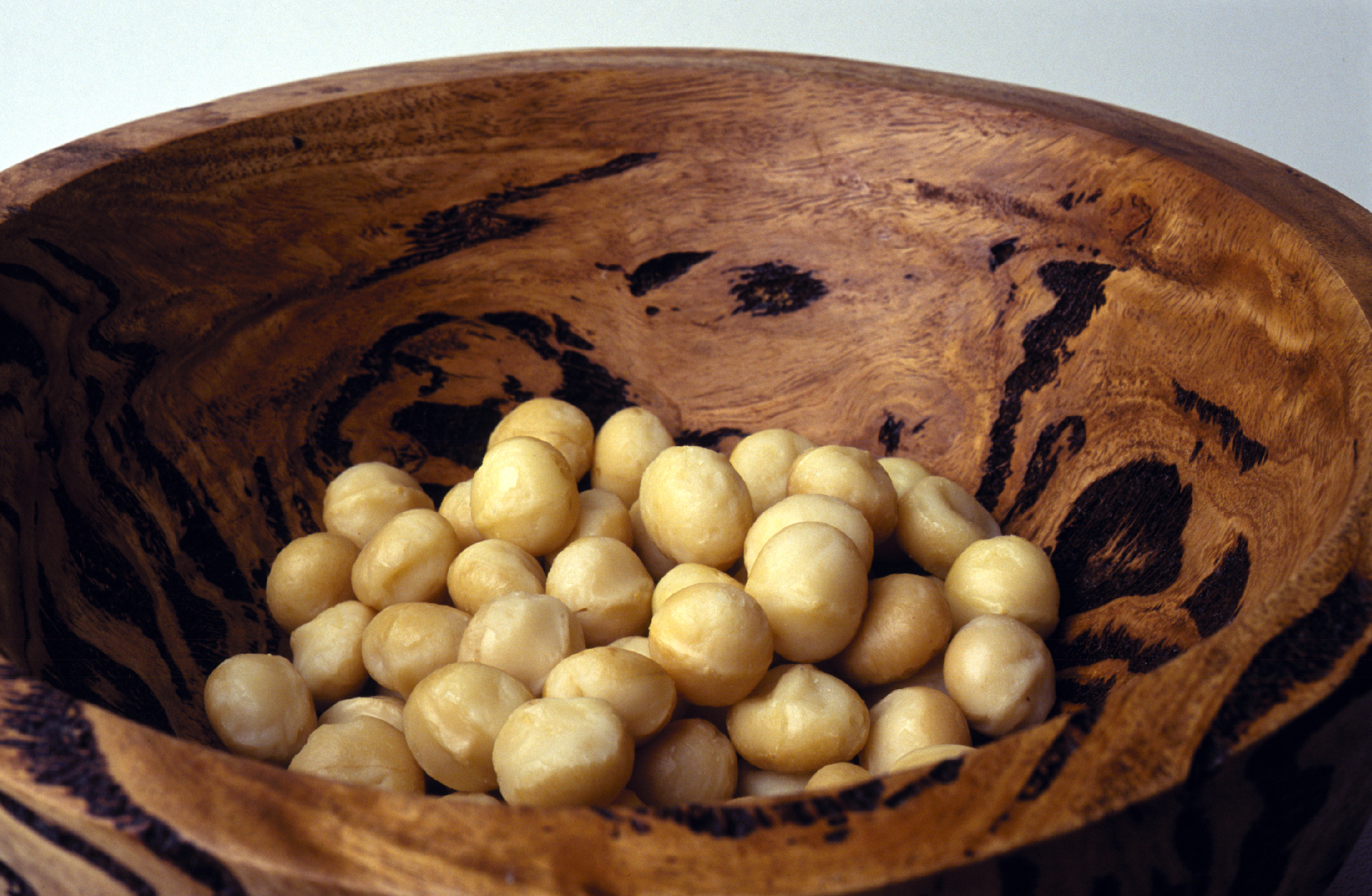
Des noix de macadamia.

Le 5 décembre 2014, alors qu'Heather Cho se trouve à bord d'un vol de la Korean Air en partance pour la Corée du Sud depuis l'aéroport new-yorkais John F. Kennedy, le personnel de bord lui distribue, avant le décollage un sachet de noix de macadamia. Heather Cho se plaint alors du service auprès du chef de bord, soulignant qu'on ne lui a pas demandé au préalable si elle désirait des noix, et que, de surcroit, celles-ci lui ont été présentées dans un emballage, et non dans une assiette,,. La dirigeante de la Korean Air force alors, selon plusieurs témoignages, le chef de cabine à s'agenouiller devant elle et à la supplier d'accorder son pardon. Il est immédiatement licencié et Cho ordonne qu'il quitte immédiatement le bord, ce qui implique que l'avion doive effectuer un roulage pour retourner à l'aérogare. L'incident a donc pour conséquence un retard de vingt minutes au décollage pour les 250 personnes à bord,,,.
Korean Air s'excuse par la suite aux passagers du retard occasionné mais entend justifier le comportement de Heather Cho, soulignant qu'elle a agi dans le cadre de ses missions d'inspection de sécurité des vols et de service à bord,.
Le ministre du territoire, de l'infrastructure et du transport sud-coréen déclare qu'une enquête va être menée par le bureau d'enquête des accidents aériens et ferroviaires de ce pays. Un passager première classe du vol adresse des réclamations à la compagnie concernant le retard et reçoit une maquette d'avion et un calendrier en guise d'excuses.

## Développement de la polémique
Après le licenciement du chef de bord, Korean Air le contacte plus d'une douzaine de fois, faisant pression pour qu'il édulcore sa version des faits afin d'éviter une mise en cause de la compagnie. On lui demande de déclarer qu'il a volontairement quitté Korean Air. Deux membres de la commission indépendante chargée d'enquêter sur l'incident sont d'anciens employés de Korean Air. Le steward indique par ailleurs que des membres de la compagnie sont présents durant l'enquête officielle et sont autorisés à lui poser des questions. Dans ces circonstances, mettant en doute l'impartialité de cette enquête, le chef de bord décide d'alerter les médias, ce qui entraîne immédiatement une tempête médiatique.
Un autre incident remonte alors à la surface. En 2013, Cho avait déjà eu une altercation avec un membre du personnel de bord d'un vol de Korean Air lui ayant servi un plat de rāmen mal cuit. L'incident avait alors été étouffé par la compagnie qui n'avait trouvé aucun manquement dans le service.
Reconnue coupable d'avoir contrevenu aux règles de sécurité aérienne, Heather Cho sera condamnée le 12 février 2015 à un an de prison ferme, mais sa peine sera ramenée à 2 ans d'emprisonnement avec sursis dont 10 mois ferme, en appel, le 22 mai 2015.